# Hyporhicnoda carinata
Hyporhicnoda carinata es una especie de insecto blatodeo de la familia Blaberidae, subfamilia Blaberinae.

## Distribución geográfica
Se pueden encontrar en Costa Rica.

## Sinónimo
- Rhicnoda carinata Biolley, 1900.